# Finciu, Cluj
Finciu (în maghiară Kalataujfalu) este un sat în comuna Călățele din județul Cluj, Transilvania, România.

## Note

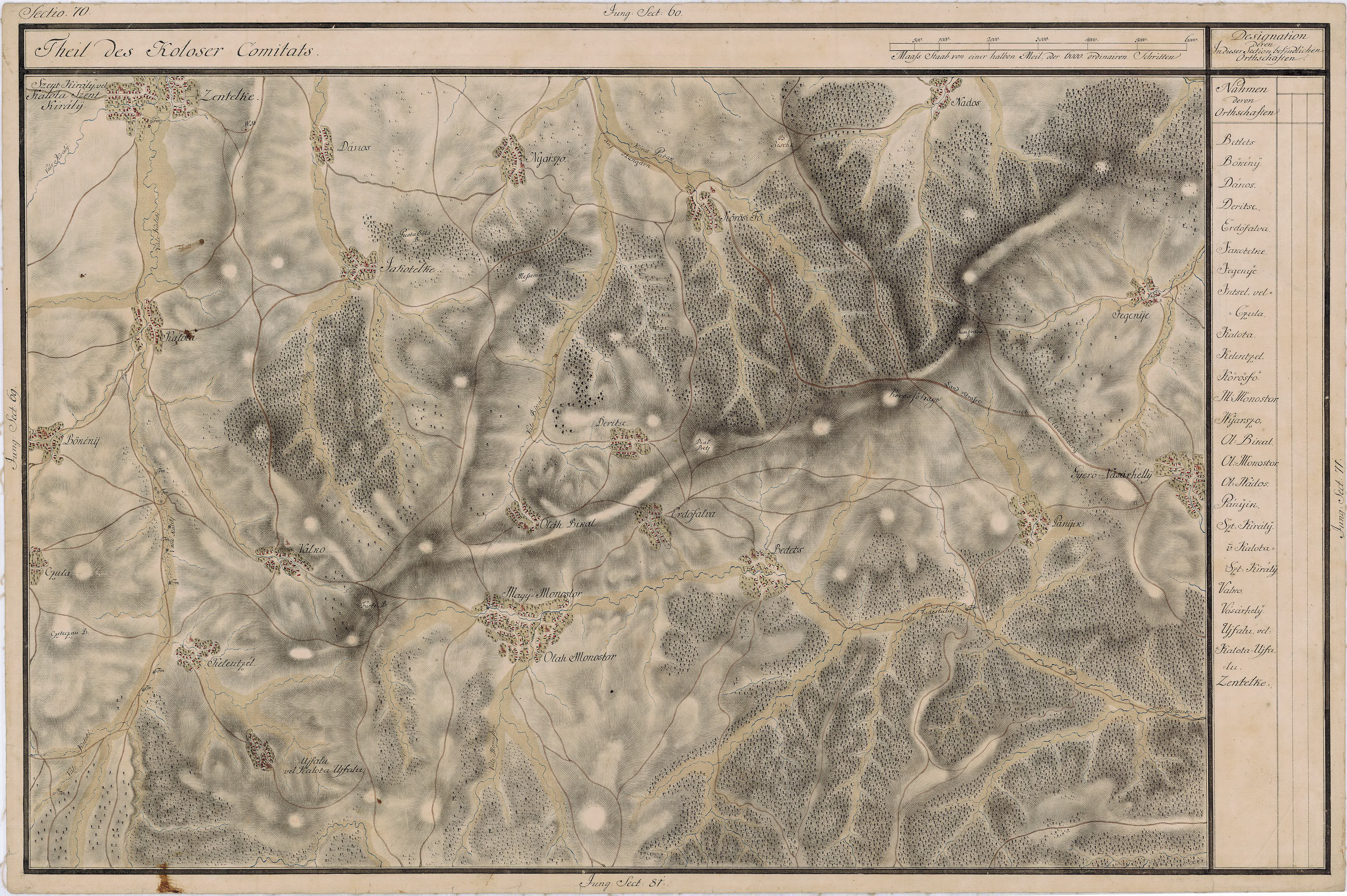
Finciu pe Harta Iosefină a Transilvaniei, 1769-1773

## Imagini

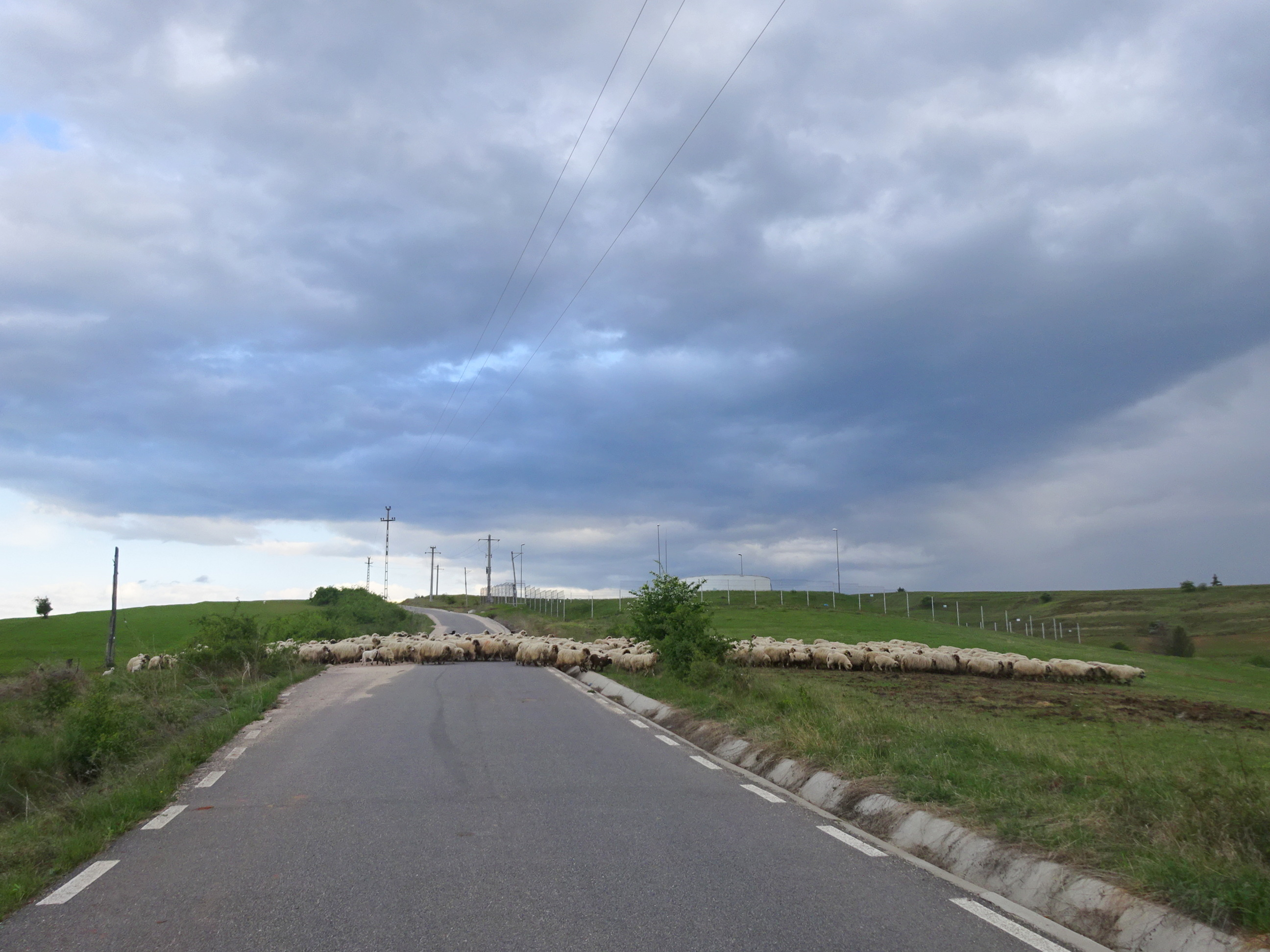
Drumul Călățele-Finciu
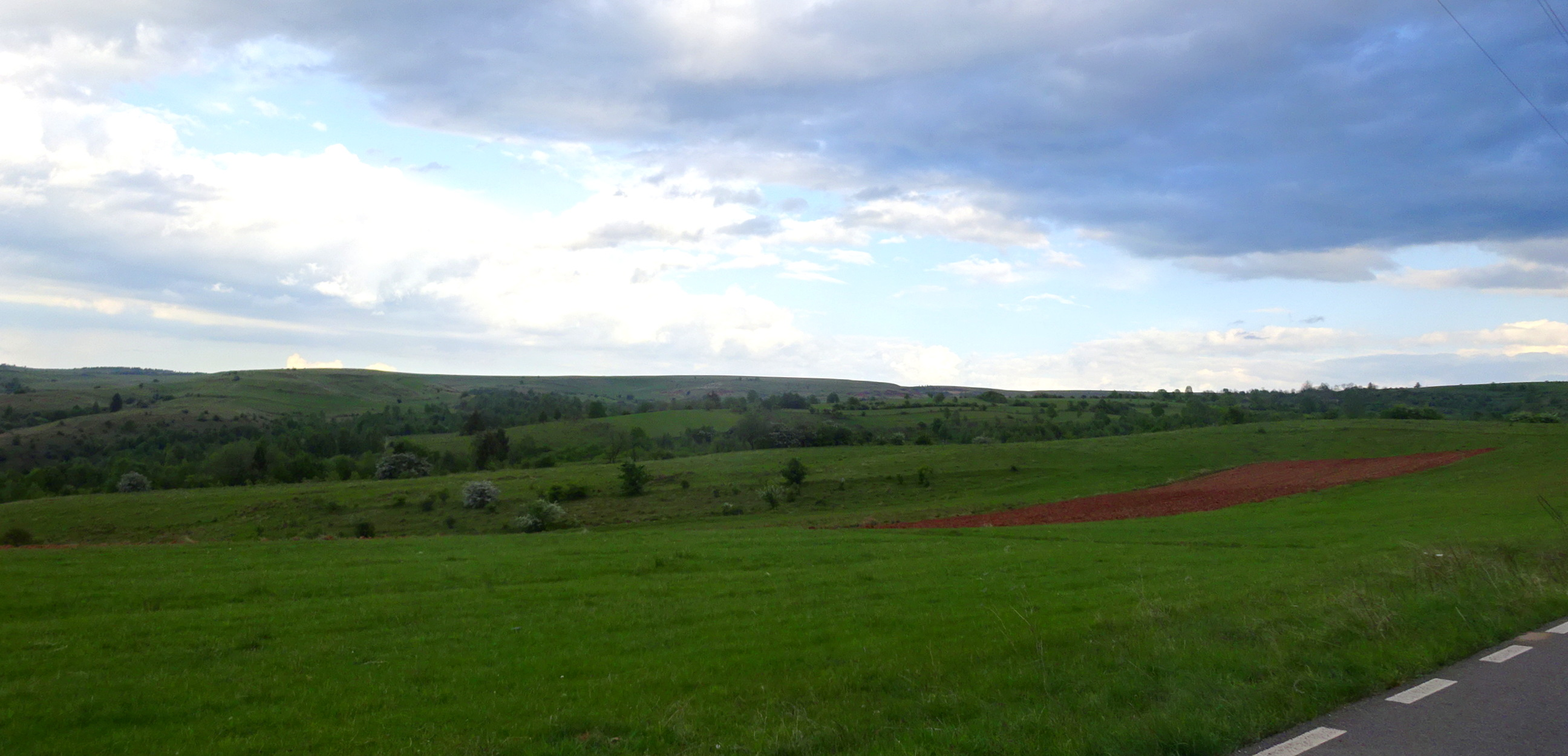
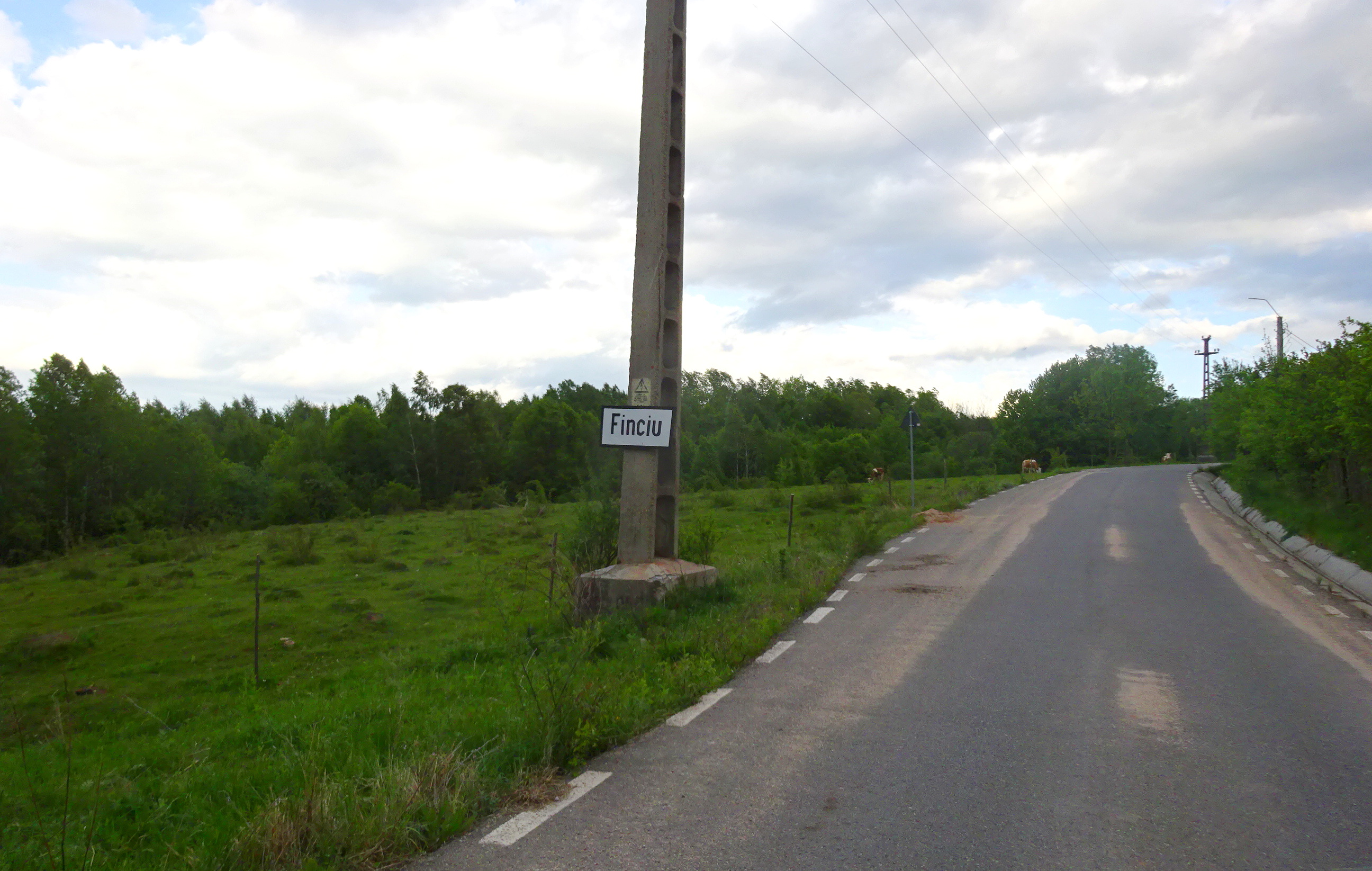
Intrarea în localitate
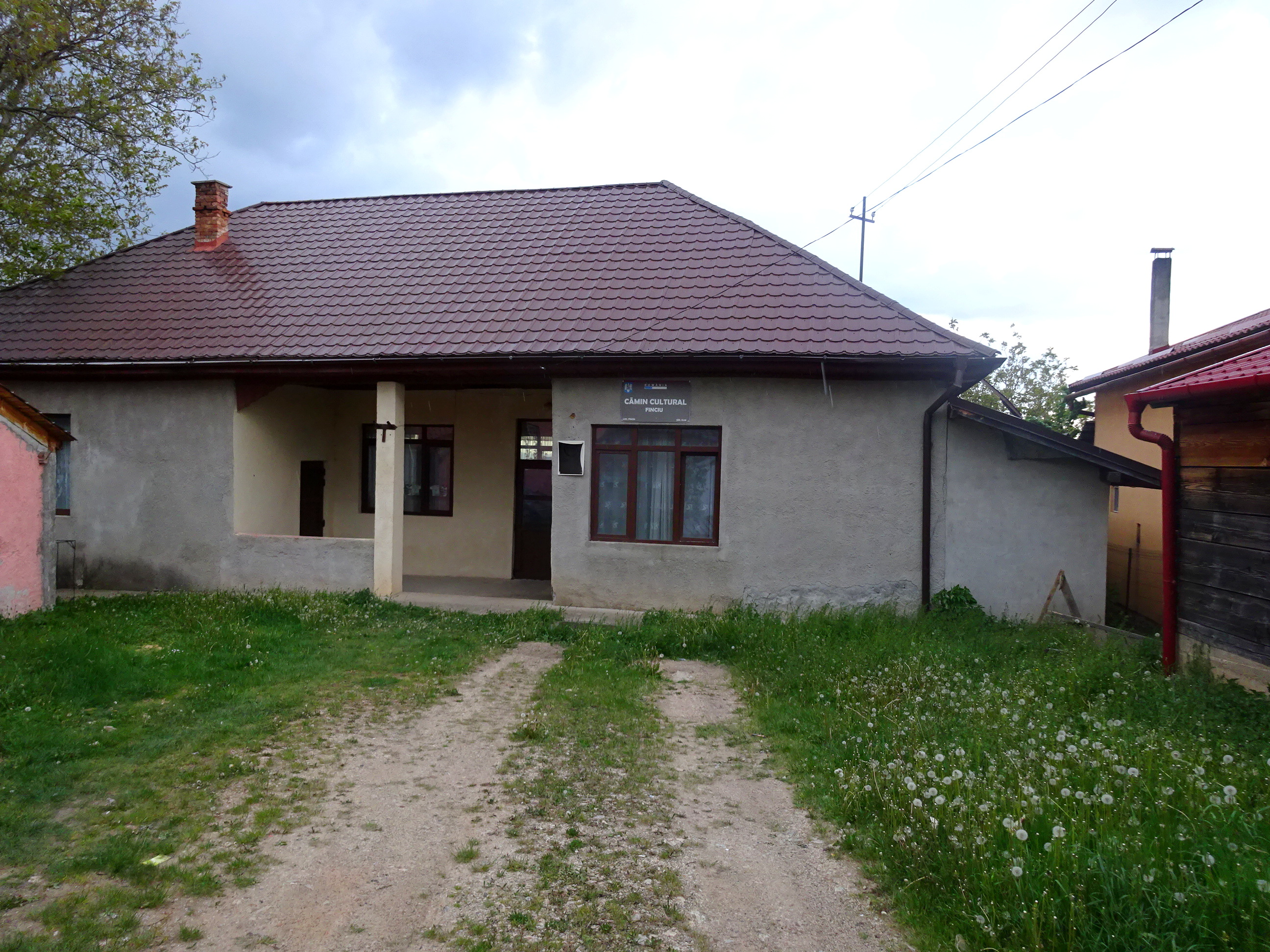
Căminul cultural
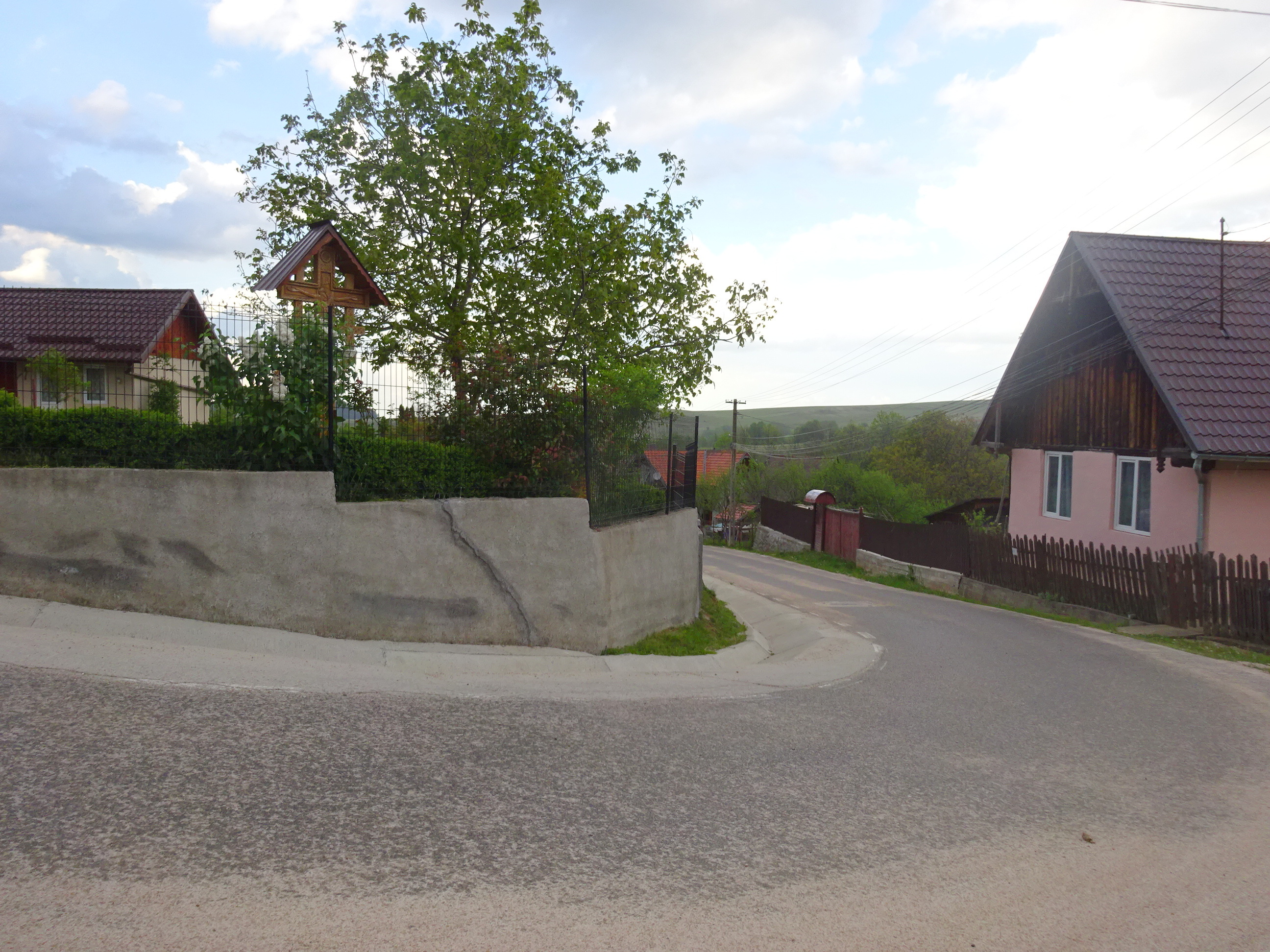
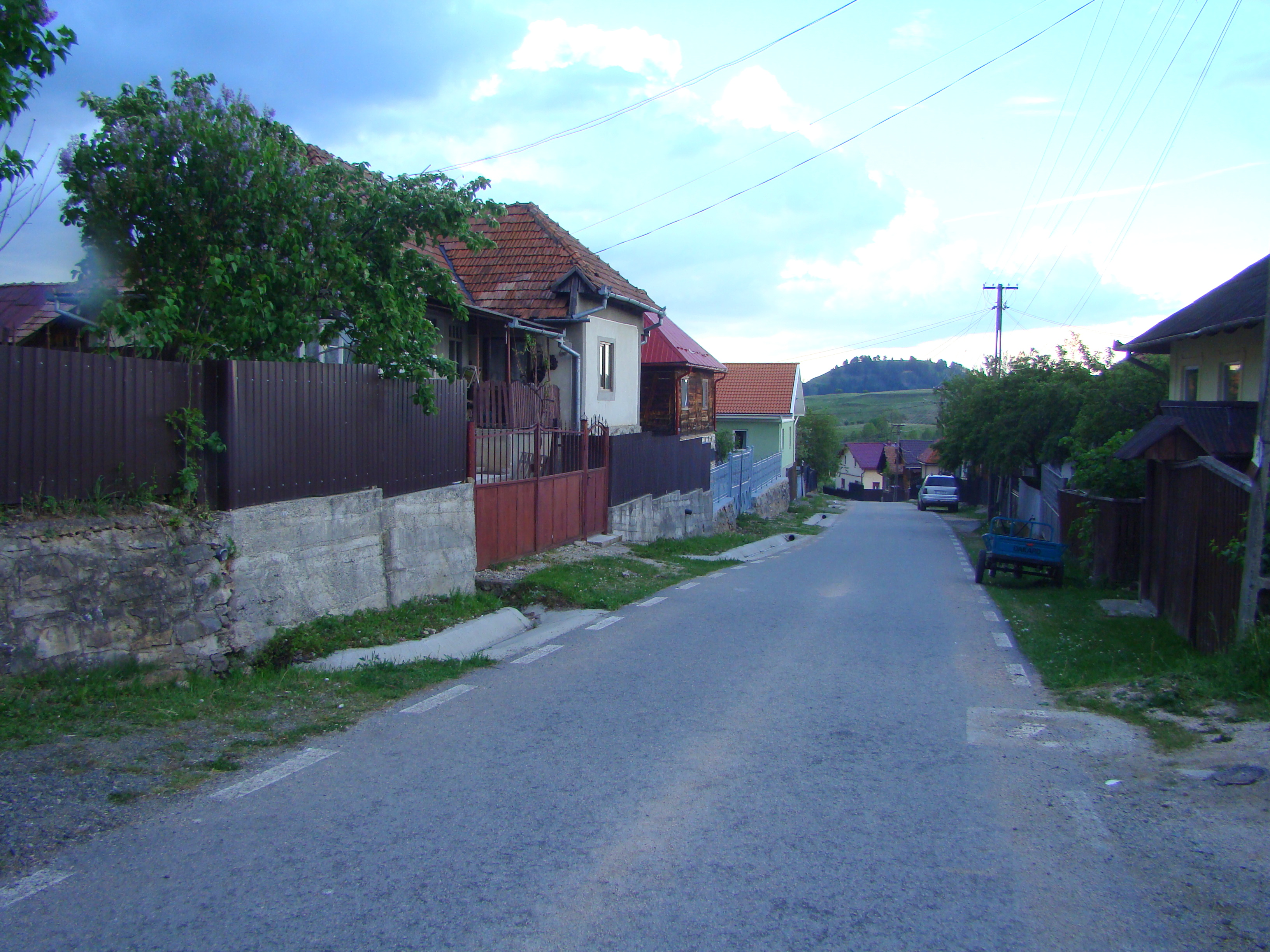
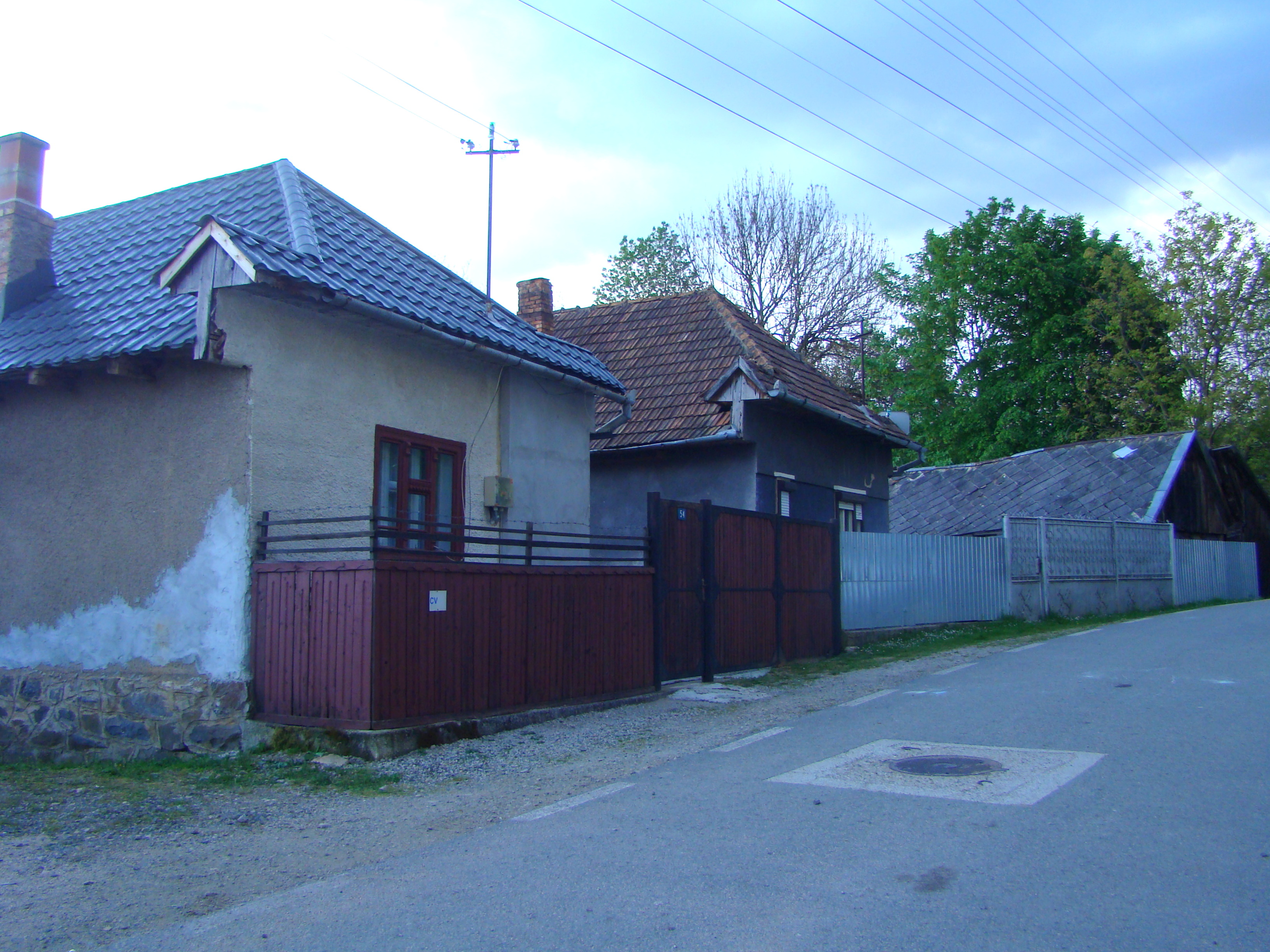
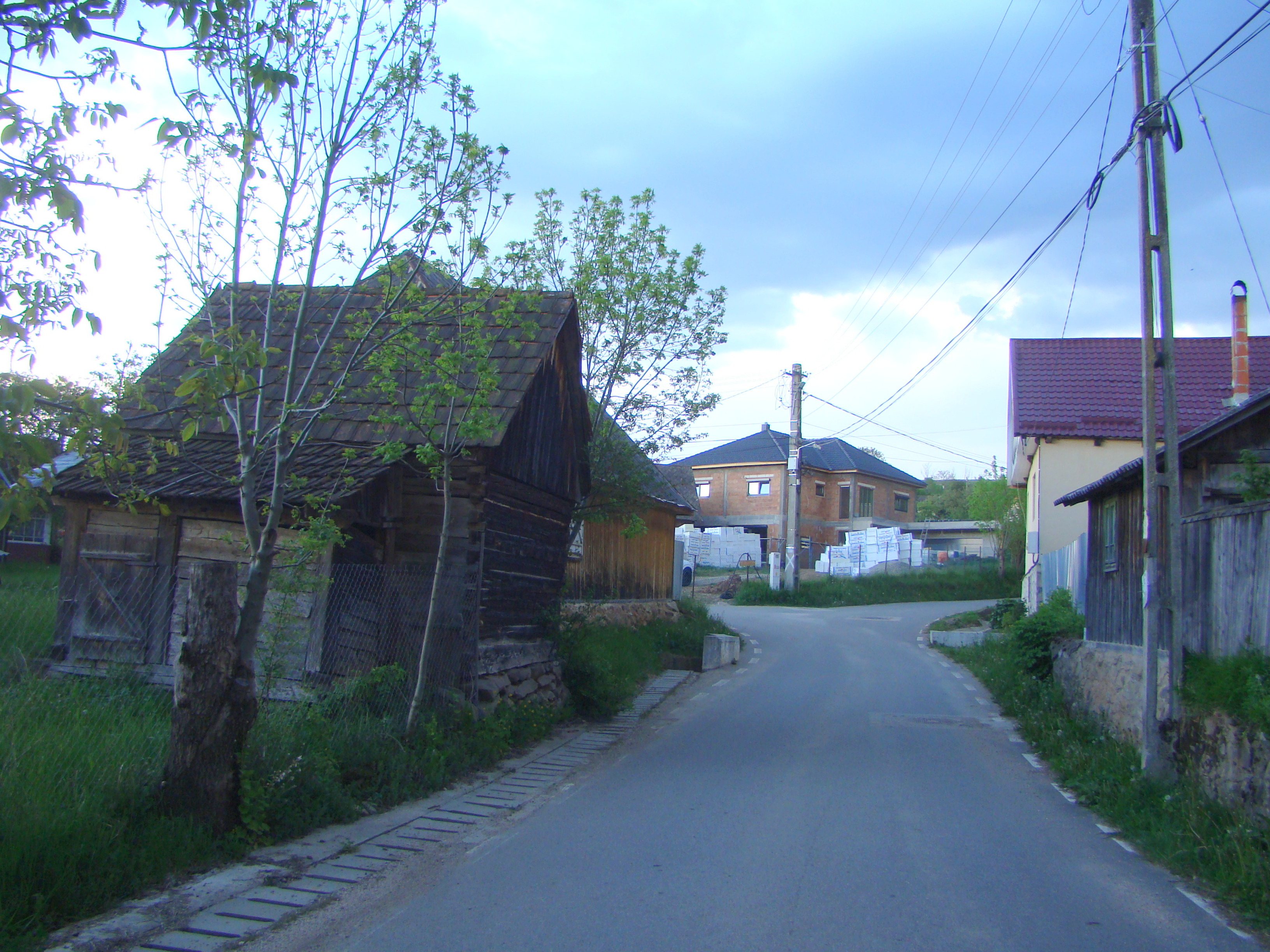
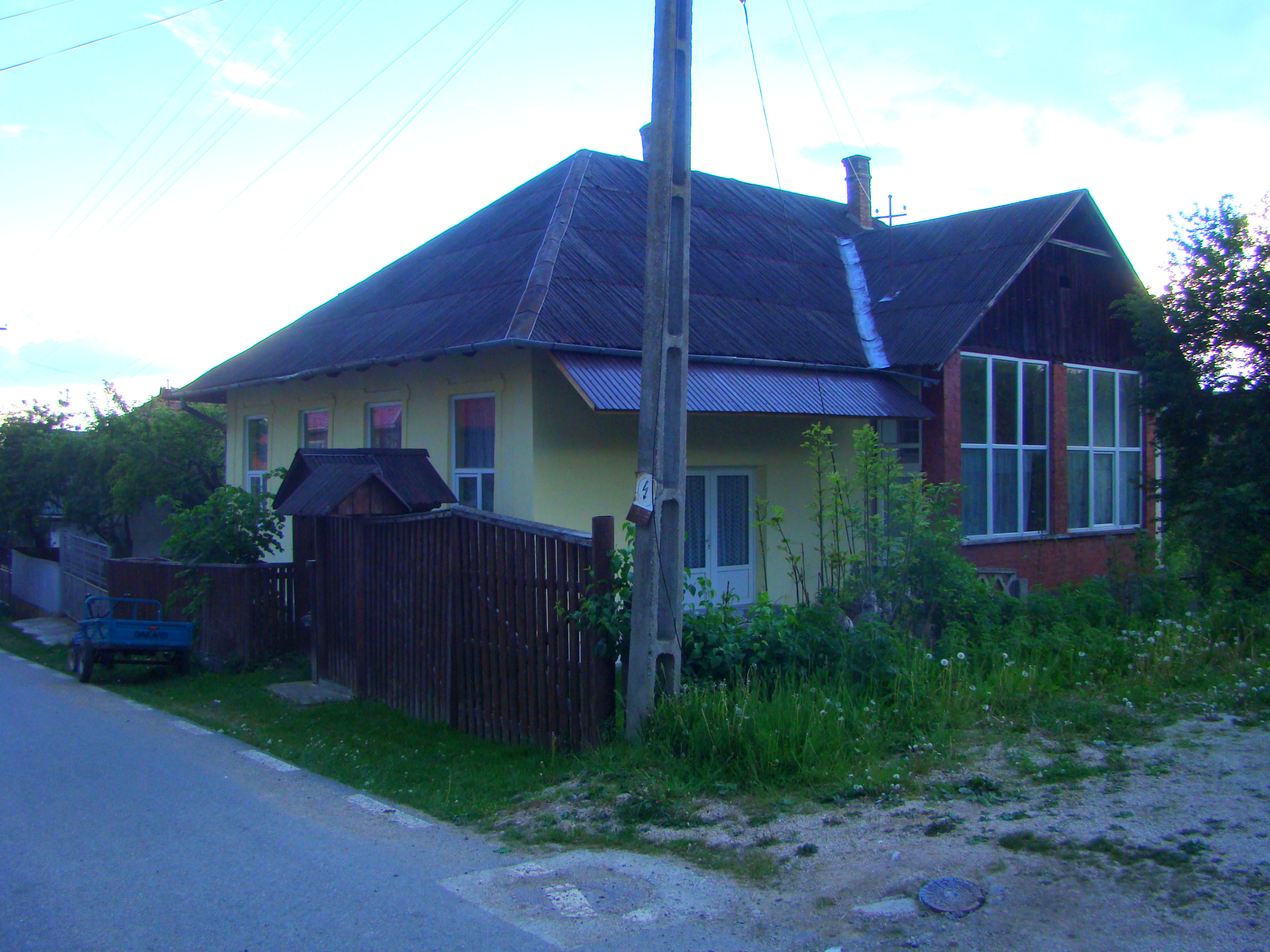
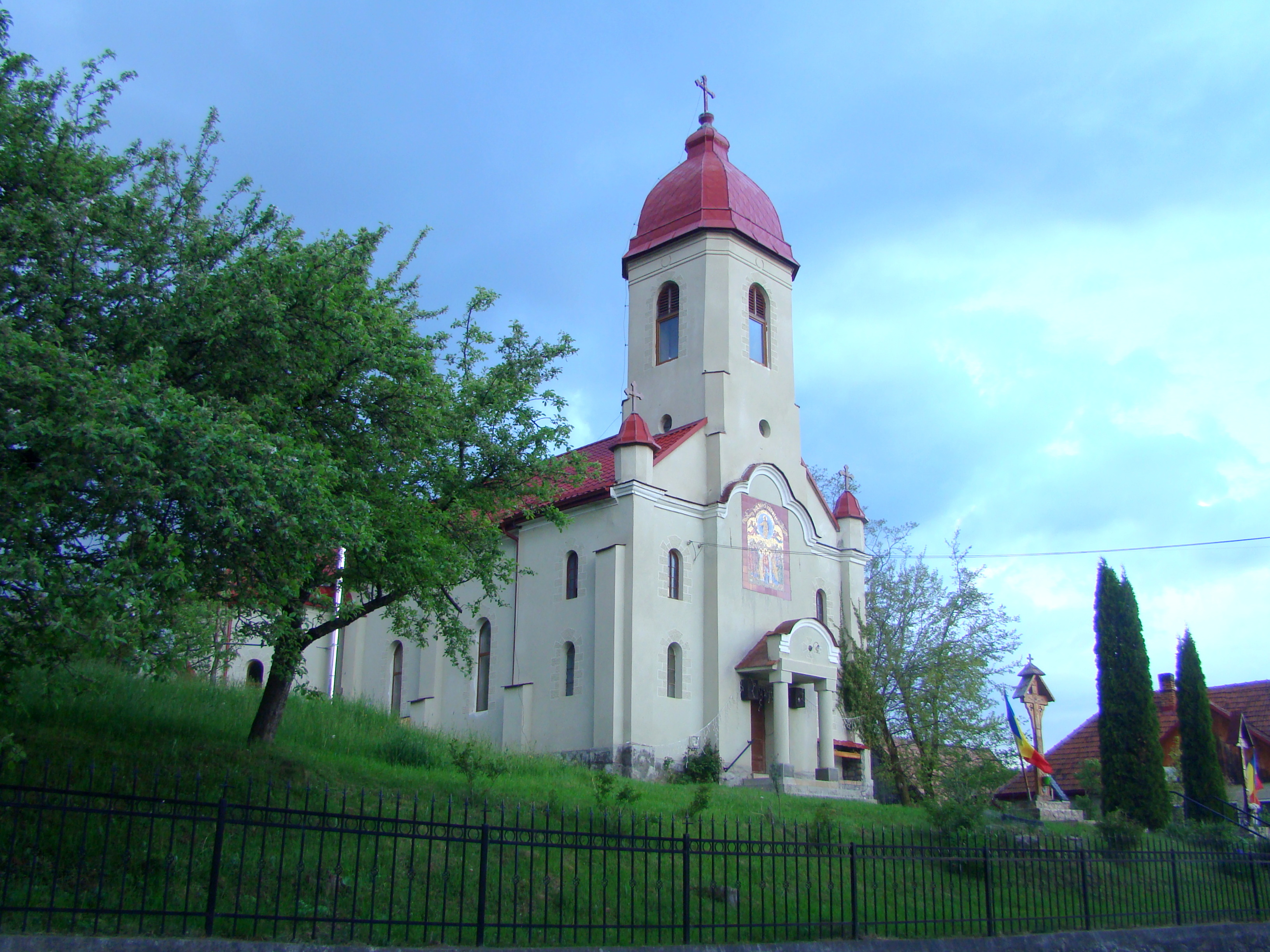
Biserica Înălțarea Domnului din Finciu
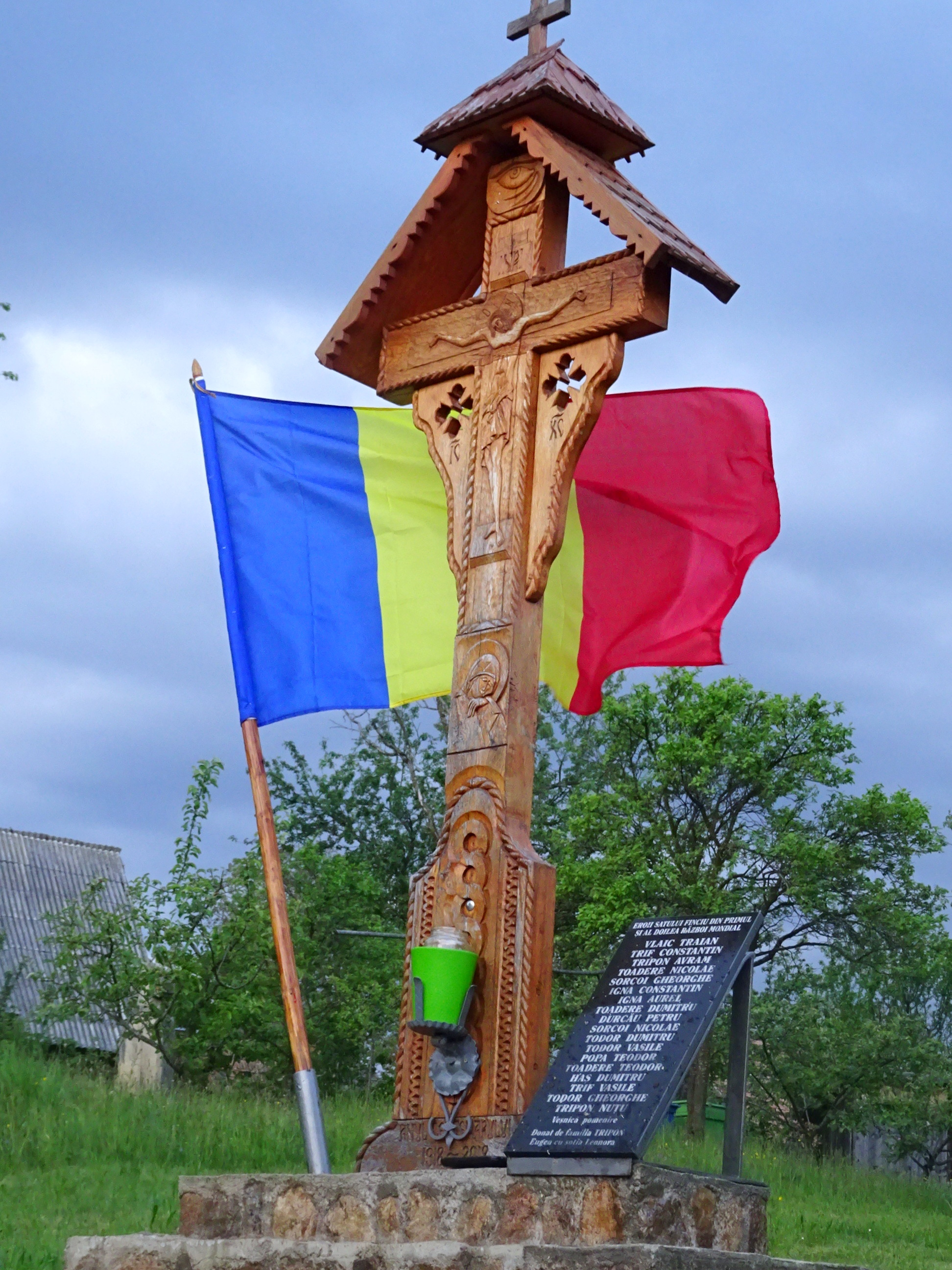
Troița și monumentul eroilor
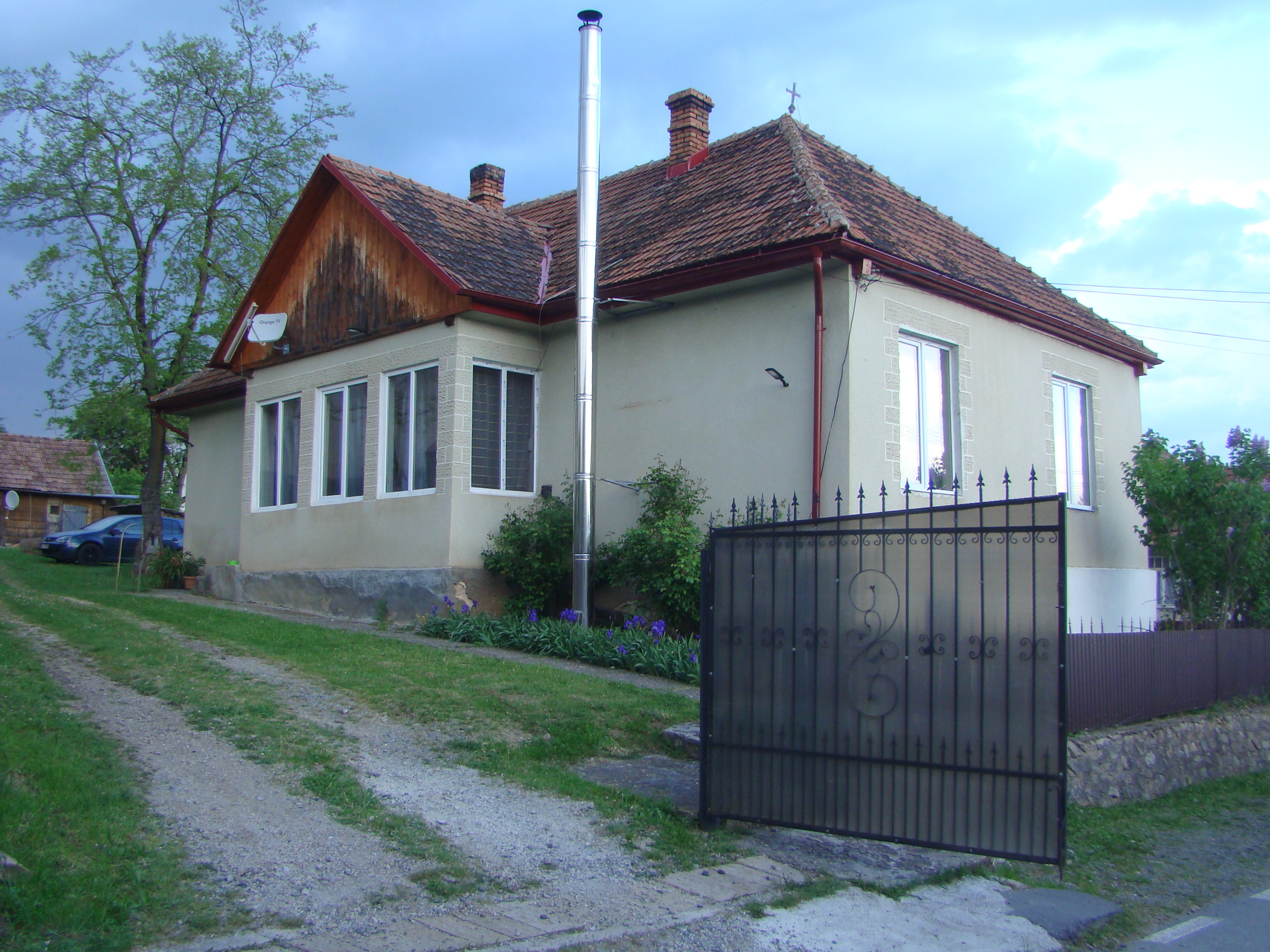
Casa parohială
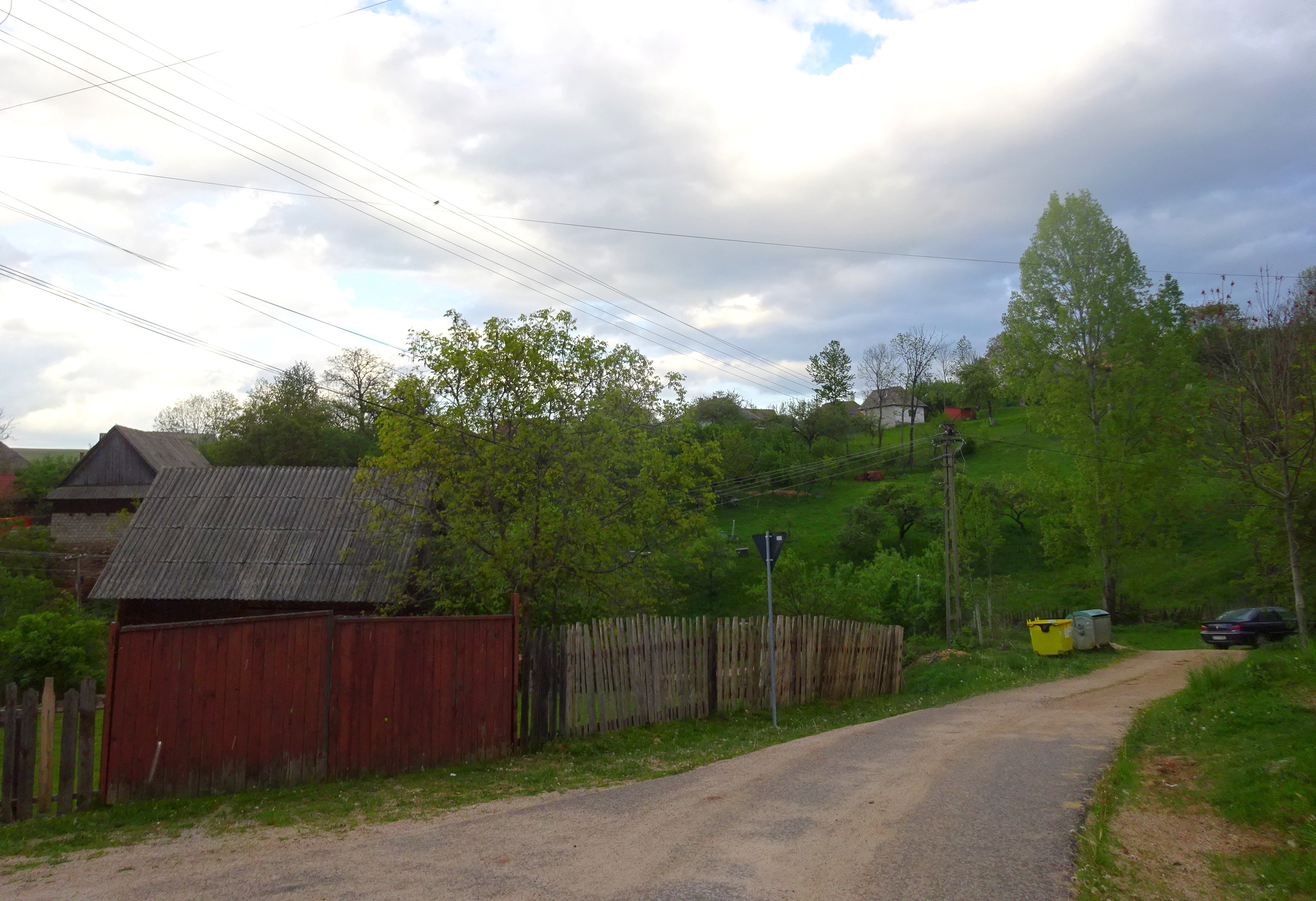
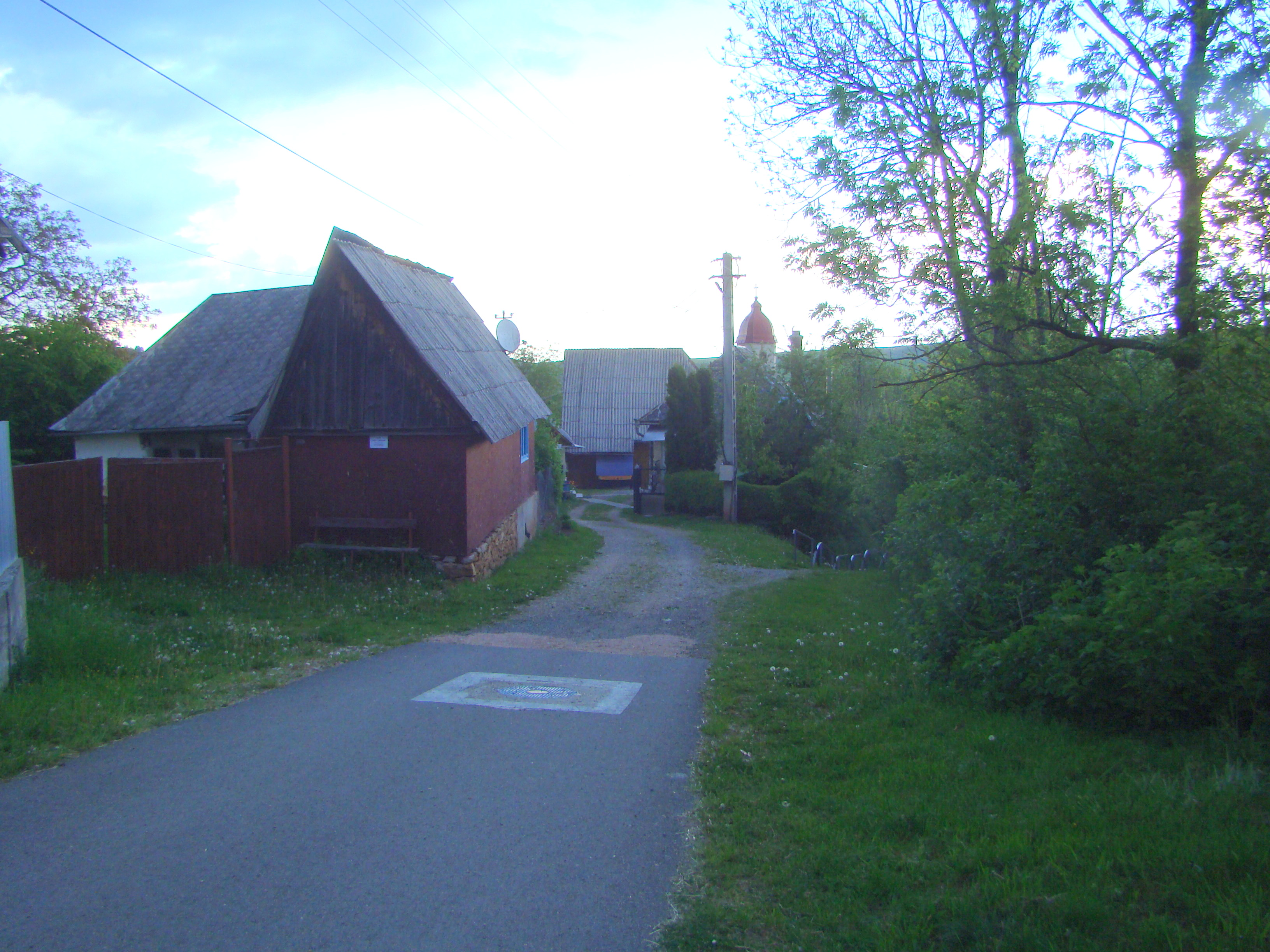
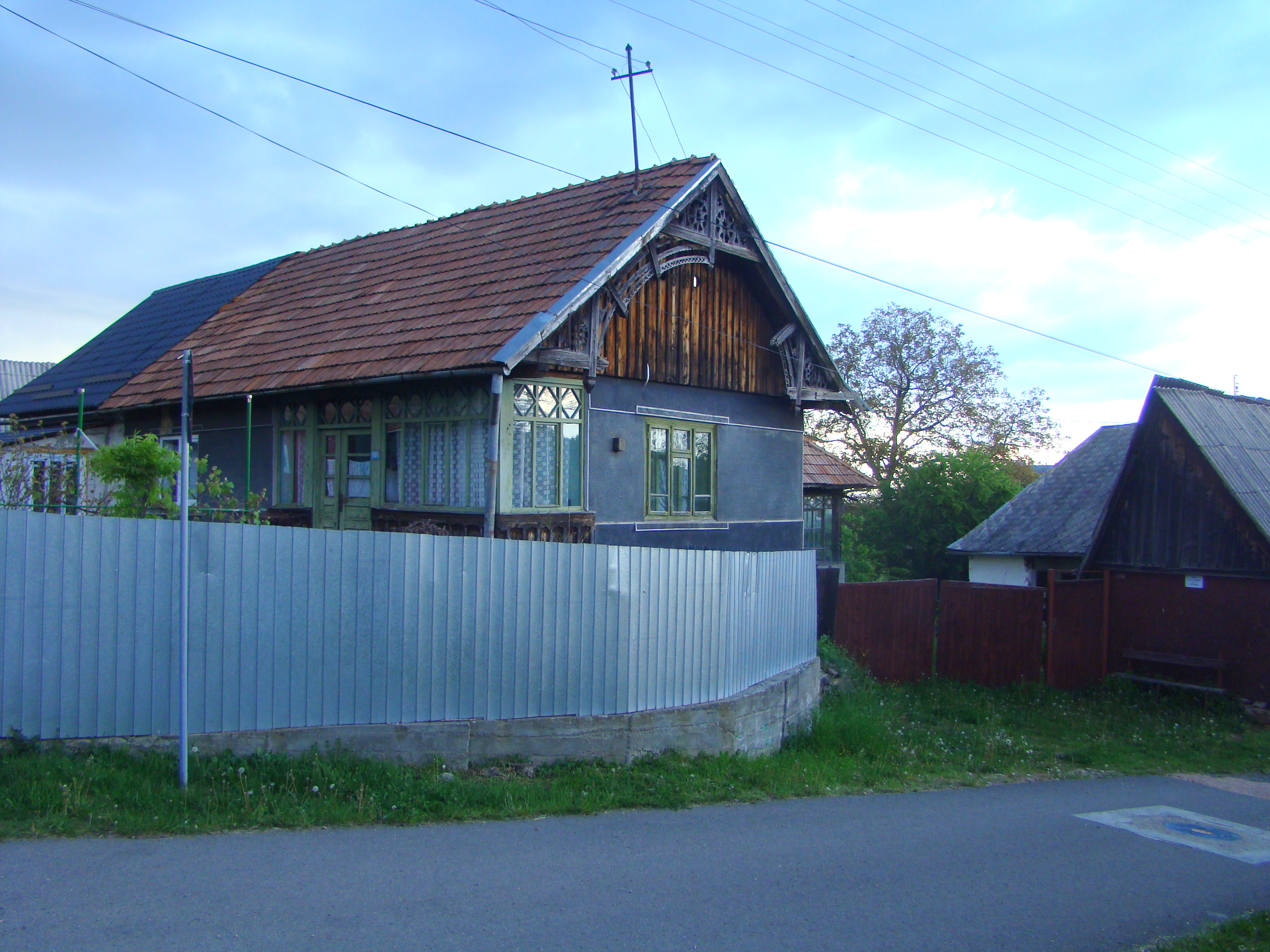